# 에릭킴
에릭킴(본명: 김승필(金昇泌), 1979년 6월 25일 ~ )은 대한민국의 아카펠라 대중 음악가이다. 아카펠라 그룹 제니스의 리더이다.

## 학력
- 전주서원초등학교 졸업
- 전주남중학교 졸업
- 동암고등학교 졸업
- 한세대학교 예술학부 음악학과(피아노 전공)

## 음악 활동
에릭킴(Eric Kim)은 1979년 6월 25일. 전북특별자치도 전주시에서 3남중 첫째로 태어났다. 1998년 음대에 입학하여 2년간 클래식 피아노를 공부하다가, 2000년 12월 18일 육군현역으로 입대하였다.
전역 후, 2005년 혼성 5인조 아카펠라 그룹 다이아의 오디션에 붙고, 본격적으로 아카펠라 뮤지션으로 활동한다. 음악적인 이유로 2007년 여름, 다이아 활동을 접고,
2008년 친한 친구들과 재즈 아카펠라 스터디로 제니스를 결성하였다. 그 해 제니스는 한국아카펠라대회에서 대상을 수상하면서 데뷔하였다.
동시에 2009년부터 원더풀의 멤버로도 활동하면서 그의 첫 자작곡인 <컴백쇼>를 비롯한 3장의 EP음반을 발표, 2011년에는 에릭킴스토리(Eric Kim Story)라는 이름으로 첫 솔로 앨범 <삼포세대>을 발표한다.
2012년, 제니스의 첫 EP음반 <자이언트 트리>, 2013년 12월 <크리스마스 타임>, 2014년에는 5월에 싱글 <뷰티풀 걸>과 7월에 싱글 <기차타고>를 발표했고,
그 해 8월, 인천국제공항에서 열린 세계아카펠라컴페티션에서 제니스로 참가하여 우승을, 개인으로는 베스트 작편곡상을 수상했다.
10월에는 TCMC 가 주최한 대만국제아카펠라대회에서 아시아 아카펠라 그룹으로는 최초로 우승과 동시에 베스트 퍼포먼스상, 베스트 재즈 해석상까지 수상하였다.
2015년에는 유럽 오스트리아 그라츠에서 열리는 보컬토탈 주최 국제아카펠라대회에 도전하여 한국인 최초로 팝부문 우승과 재즈부문 준우승을 수상하였다.

## 음반

### 정규 음반
- 에릭킴스토리 1집 《삼포세대》 (2011년 10월 28일)[1]

### EP 음반
- 제니스 EP 1집 《자이언트 트리》 (2012년 12월 26일)
- 제니스 EP 2집 《크리스마스 타임》 (2013년 12월 16일)[2]

### 싱글 음원
- 제니스 싱글 《뷰티풀 걸》 (2014년 5월 30일)[3]
- 제니스 싱글 《기차타고》 (2014년 7월 11일)[4]

### 참여 음반
- 레일아트창작가요제《기차타고》 (2007년 1월 23일) 싱글[5]
- 블루앤블루《안녕》 (2014년 11월 7일) 싱글[6]

## 방송 출연
- 2007년 4월 1일 ~ 2007년 6월 10일 KBS2 개그콘서트 노량진 블루스(박휘순, 임혁필 주연) 코너[7][8]
- 2013년 4월 28일 SBS 런닝맨 제니스와 50인의 합창단 역[9]
- 2013년 5월 29일 ~ 2013년 8월 14일 M.net 방송의 적(이적, 존 박 주연) 존아카펠라 역[10]

## 수상
2008년
- 2008 광화문 재즈콩클 입상[11]

2009년
- 제 6회 추풍령가요제 대상[12]

2014년
- 인천공항 세계아카펠라컴페티션 대상[13]
- 인천공항 세계아카펠라컴페티션 베스트 작편곡상
- TCMC 대만국제아카펠라대회 Gold Medal First Prize[14]
- TCMC 대만국제아카펠라대회 Best Stage Performance
- TCMC 대만국제아카펠라대회 Best Jazz Interpretation：Count Basie Medley

2015년
- Vokal.Total 유럽국제아카펠라대회 팝부문 Gold Diplomas First Prize[15]
- Vokal.Total 유럽국제아카펠라대회 재즈부문 Gold Diplomas Second Prize